# Cornelia Bosch

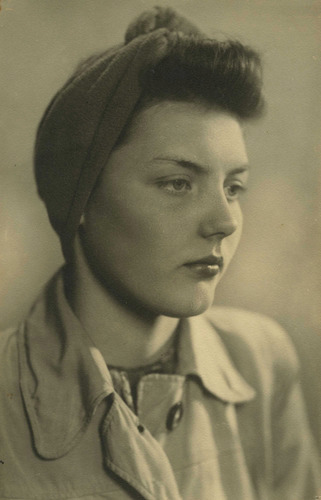
Cornelia Bosch, ca. 1942

Cornelia Bosch (* 2. August 1925 in Deventer; † 10. April 1945 ebenda) war eine niederländische Widerstandskämpferin gegen die deutsche Besetzung der Niederlande während des Zweiten Weltkriegs.

## Leben
Cornelia „Corrie“ Bosch war die Tochter des Stuckateurs Johannes Bosch (* 1893) und von Geeske Johanna Hoekstra (* 1893). Sie wuchs in einfachen Verhältnissen mit sieben Schwestern und zwei Brüdern in der Tibbensteeg in Deventer auf. Es ist nicht bekannt, ob sie nach der Grundschule (Bergschool am Houtmarkt) noch eine weiterführende Schule besuchte. Sie fand eine Anstellung als Laborassistentin beim Lebensmittel- und Chemieunternehmen „Noury & Van der Lande“, einem der Vorgänger der AKZO-Gruppe.
Während des Zweiten Weltkriegs lebte sie zu Hause bei ihrer Mutter und ihren beiden jüngeren Schwestern, während ihr Vater in Deutschland Zwangsarbeit leisten musste. Corrie Bosch beteiligte sich mit einer Gruppe von Studenten der Koloniale Landbouwschool te Deventer, die in einem Haus in der Sallandstraat wohnten, an Widerstandsaktivitäten. Sie transportierte als Kurierin gefälschte Lebensmittelkarten, Personalausweise und Lebensmittelmarken. Die Studenten waren zusammen mit anderen Teil der Landelijke Knokploegen (KP) Deventer. Corrie verliebte sich in den Studenten Joost „Jos“ Wanders Westland van Baalen, verlobte sich 1944, heiratete ihn am 28. März 1945 und wohnte mit ihm im Studentenhaus in der Sallandstraat.
Am 8. April 1945 versteckten sich fünf Mitglieder der KP, darunter Jos van Baalen, in der verlassenen Schmierölfabrik der Smeerolie en Teerindustrie Twentol an der Mr. H.F. de Boerlaan, um die in der Nähe gelegene Brücke über die IJssel vor einer Sprengung durch die Wehrmacht zu schützen und den heranrückenden kanadischen Alliierten den Zugang nach Deventer zu ermöglichen. Corrie van Baalen-Bosch sollte die Gruppe mit Nachschub versorgen. Ab dem 9. April hielt sie sich ebenfalls in der Fabrik aus, ebenso zwei weitere Studenten. Am Morgen des 10. April wurde die Brücke gesprengt, bei dem anschließenden Feuergefecht wurden zwei der KP-Männer getötet und die Fabrik in Brand gesteckt. Fünf Widerstandskämpfer, darunter Corrie und Jos, wurden verhaftet und in ein Haus am Snipperlingsdijk gebracht, das damals als Kommandoposten für die Deutschen diente. Einige Stunden später wurde Corrie van Baalen-Bosch gemeinsam mit ihrem Mann und den anderen Widerstandskämpfern auf dem nahegelegenen Het Hoornwerk durch Schüsse in den Kopf getötet.
Die Erschießung der Widerstandskämpfer am letzten Tag der Besetzung Deventers durch die Wehrmacht ist in den Niederlanden unter dem Begriff Twentol-Drama bekannt. Die Nachkriegsermittlungen gegen die für die Twentol-Tragödie verantwortliche Einheit blieben ergebnislos.

## Beisetzung und Gedenken

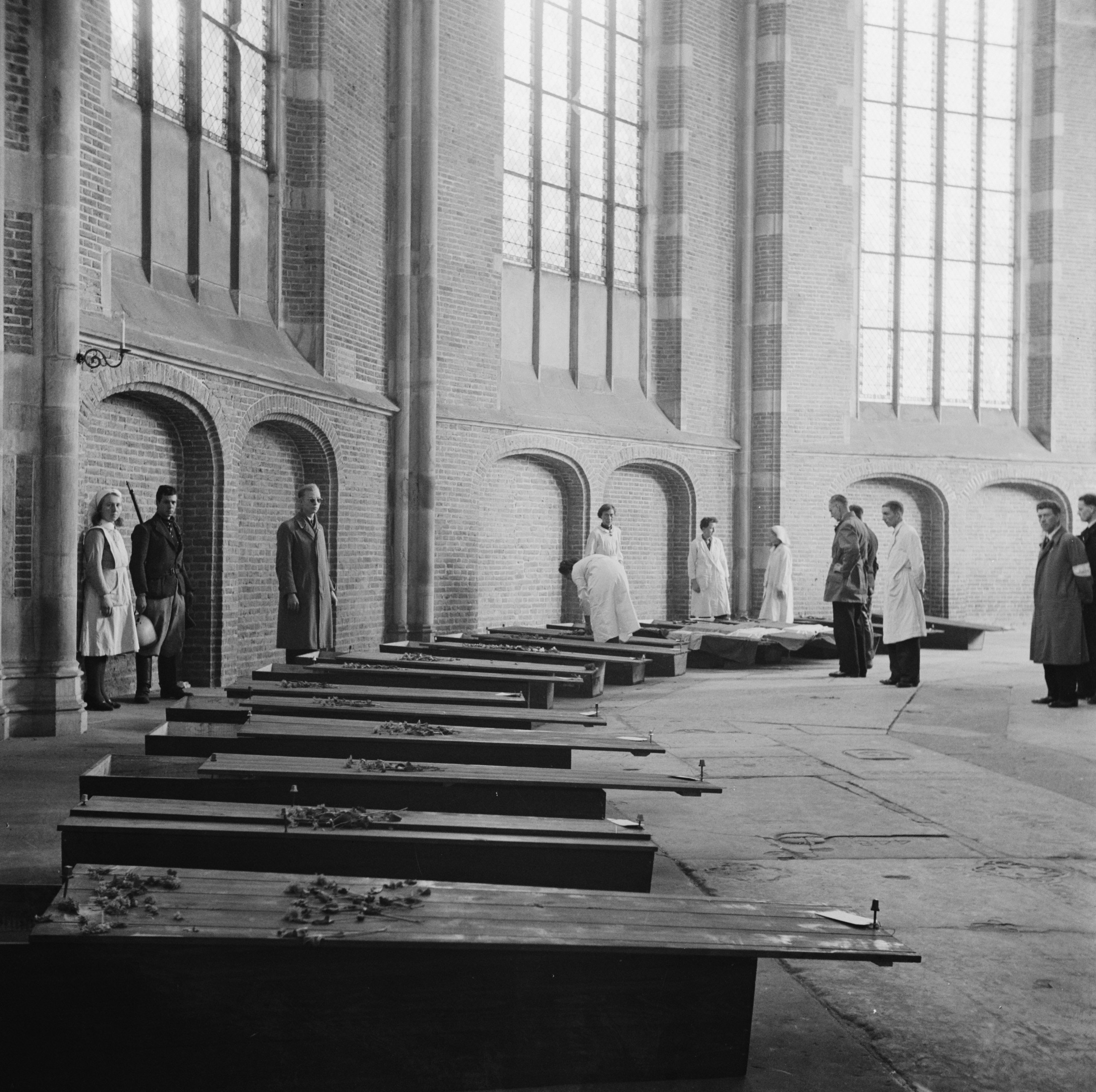
Opfer und Widerstandskämpfer in der Grote Kerk
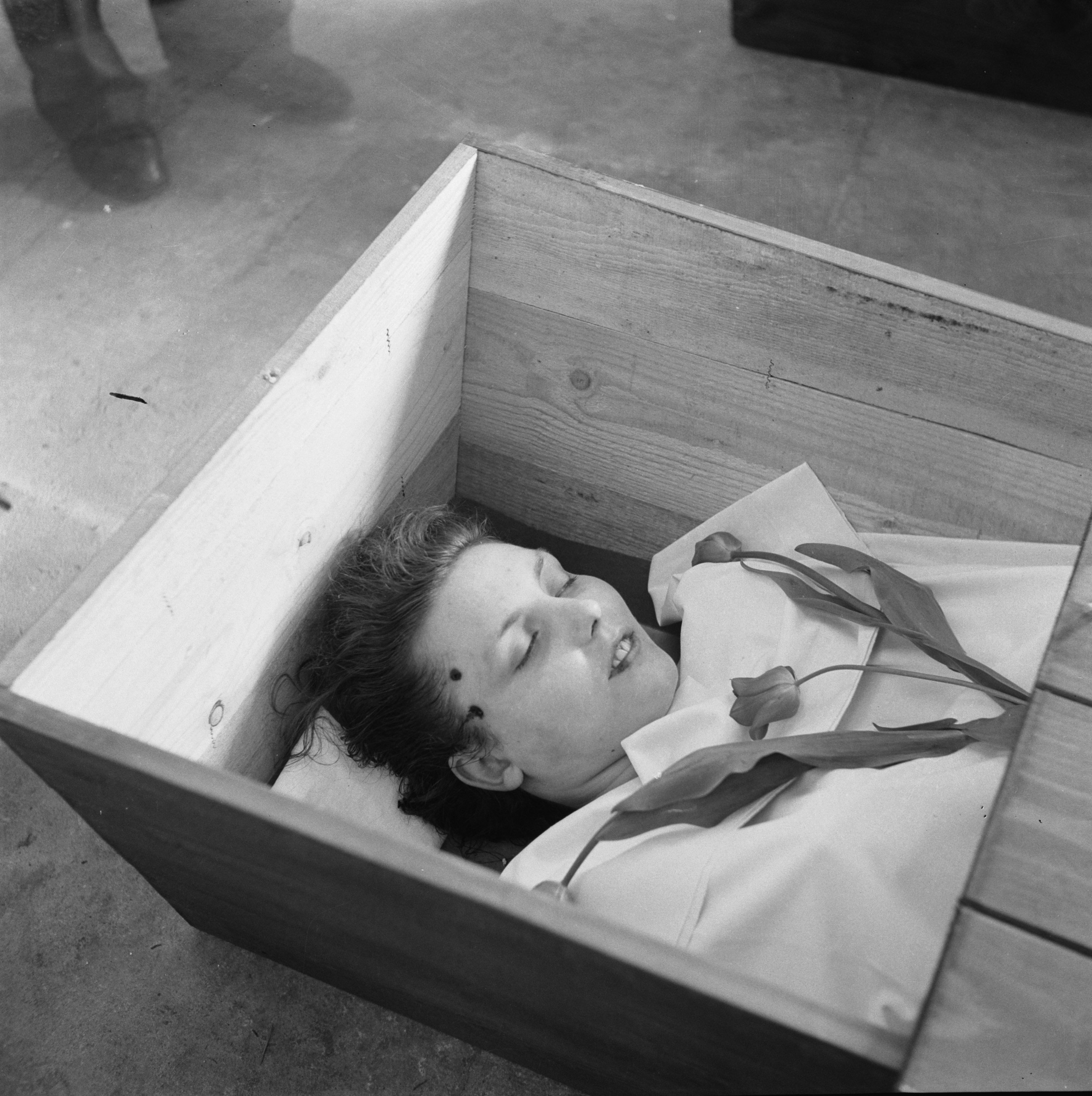
Aufbahrung von Cornelia Bosch, 11. April 1945
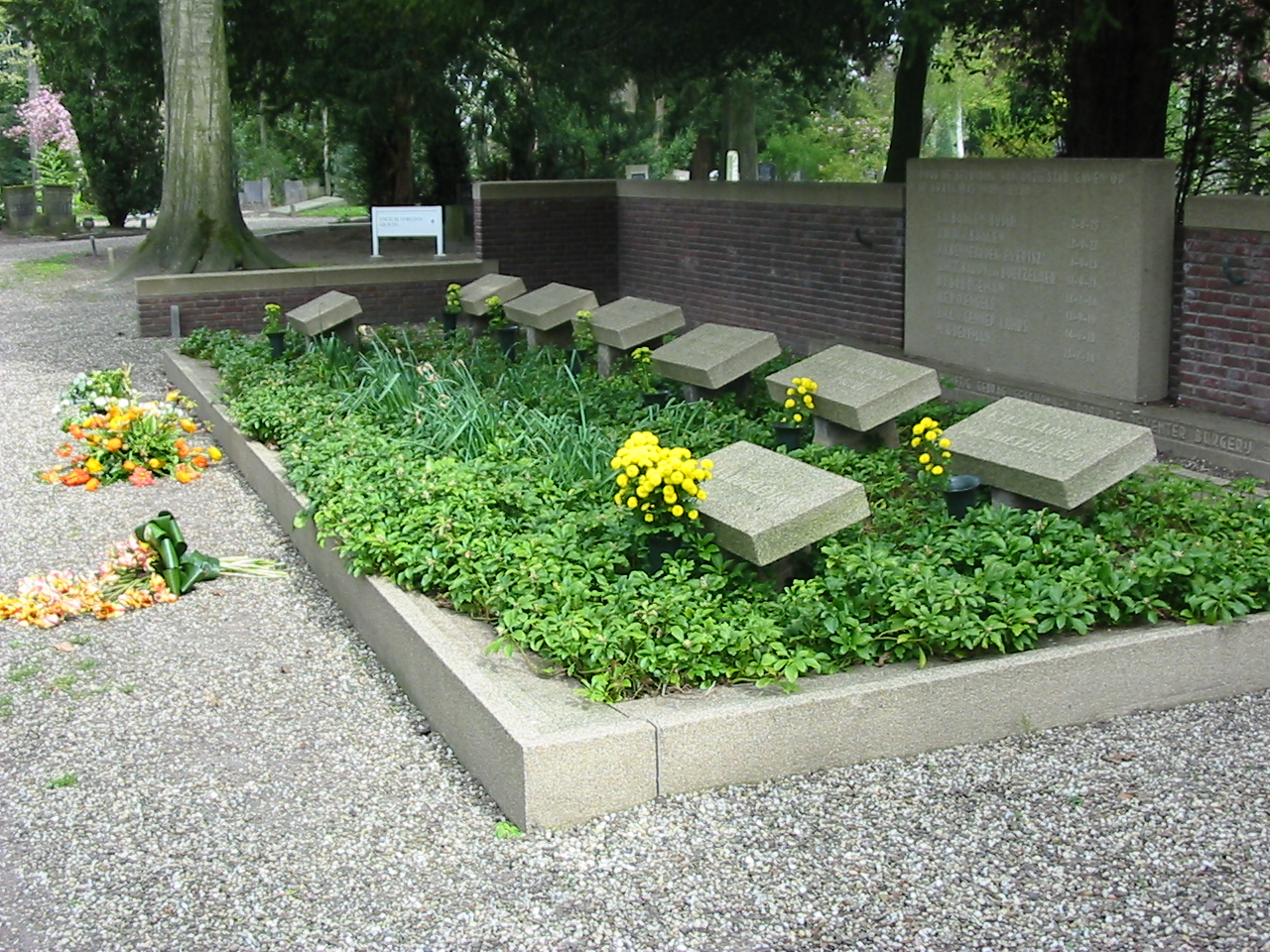
Gräber der Widerstandskämpfer in Deventer

In verschiedenen Ausgaben auch ausländischer Zeitungen erschienen Fotos der ermordeten Corrie Bosch im geöffneten Holzsarg. Der britische Daily Mirror titelte etwa: „Triumph im Tod: Sie gab ihr Leben, damit ihr Land leben konnte.“ Die Toten wurden in der „Grote Kerk“ von Deventer aufgebahrt. Die Beerdigung von Corrie van Baalen-Bosch und den anderen Opfern fand am 14. April 1945 auf dem Algemene Begraafplaats, Raalterweg 29 im Dorf Diepenveen unter großer öffentlicher Anteilnahme statt.

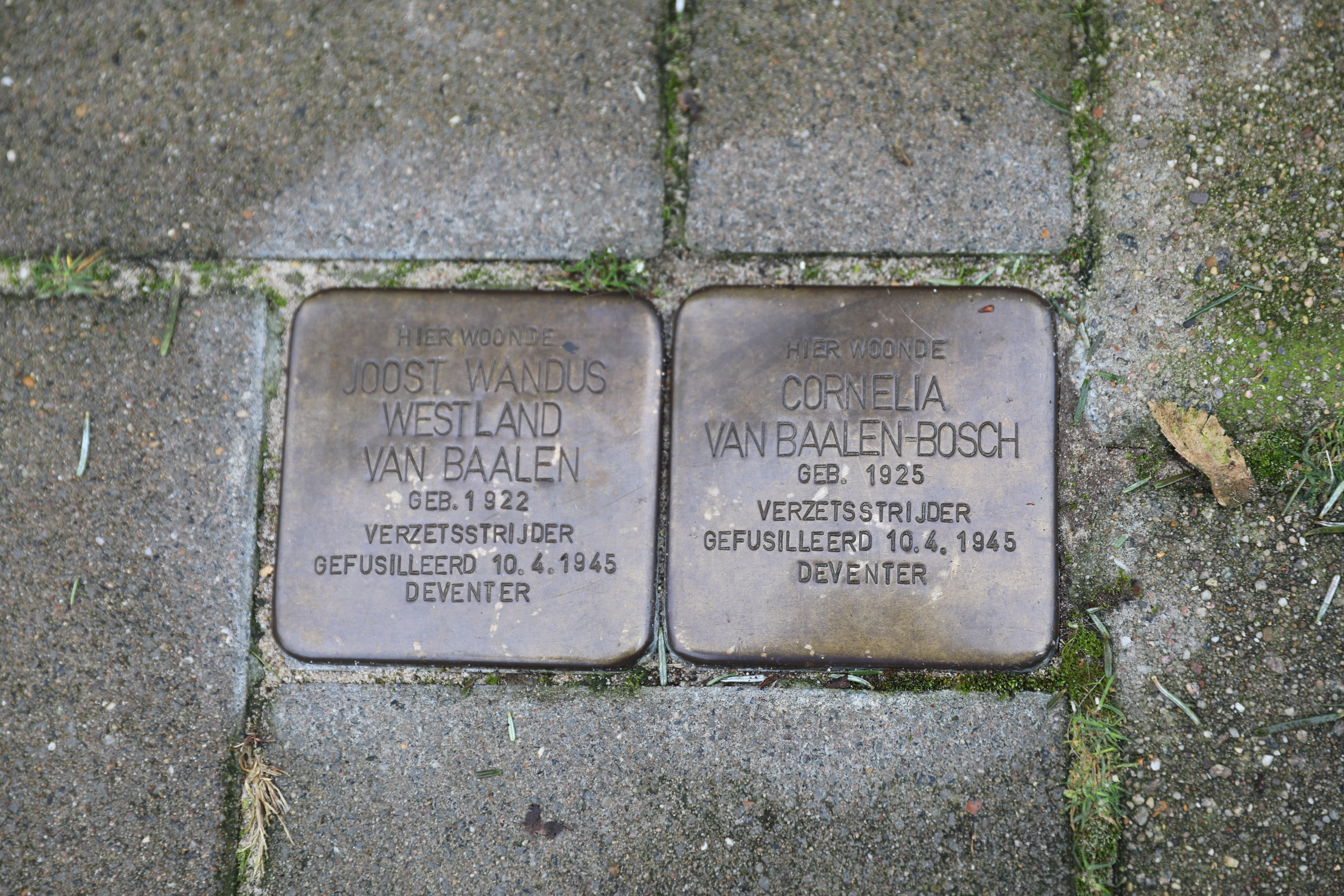
Stolpersteine für Jos van Baalen und Cornelia Bosch

Am Haus Sallandstraat 51 (die heutige Nr. 14) wurden 2019 Stolpersteine für Corrie Bosch und ihren Mann verlegt. Zum Gedenken an die Opfer ist am Twentoplein ein Denkmal errichtet worden, an dem jedes Jahr Gedenkfeiern abgehalten werden. Der Text am Mahnmal lautet:
In memoriam
Cornélia van Baalen Bosch
J W W van Baalen
J J Bennebroek Evertsz
D J Bruggeman
H E R O Engels
J H L van Gennep Luhrs
M Woertman
Deventer 10 april 1945

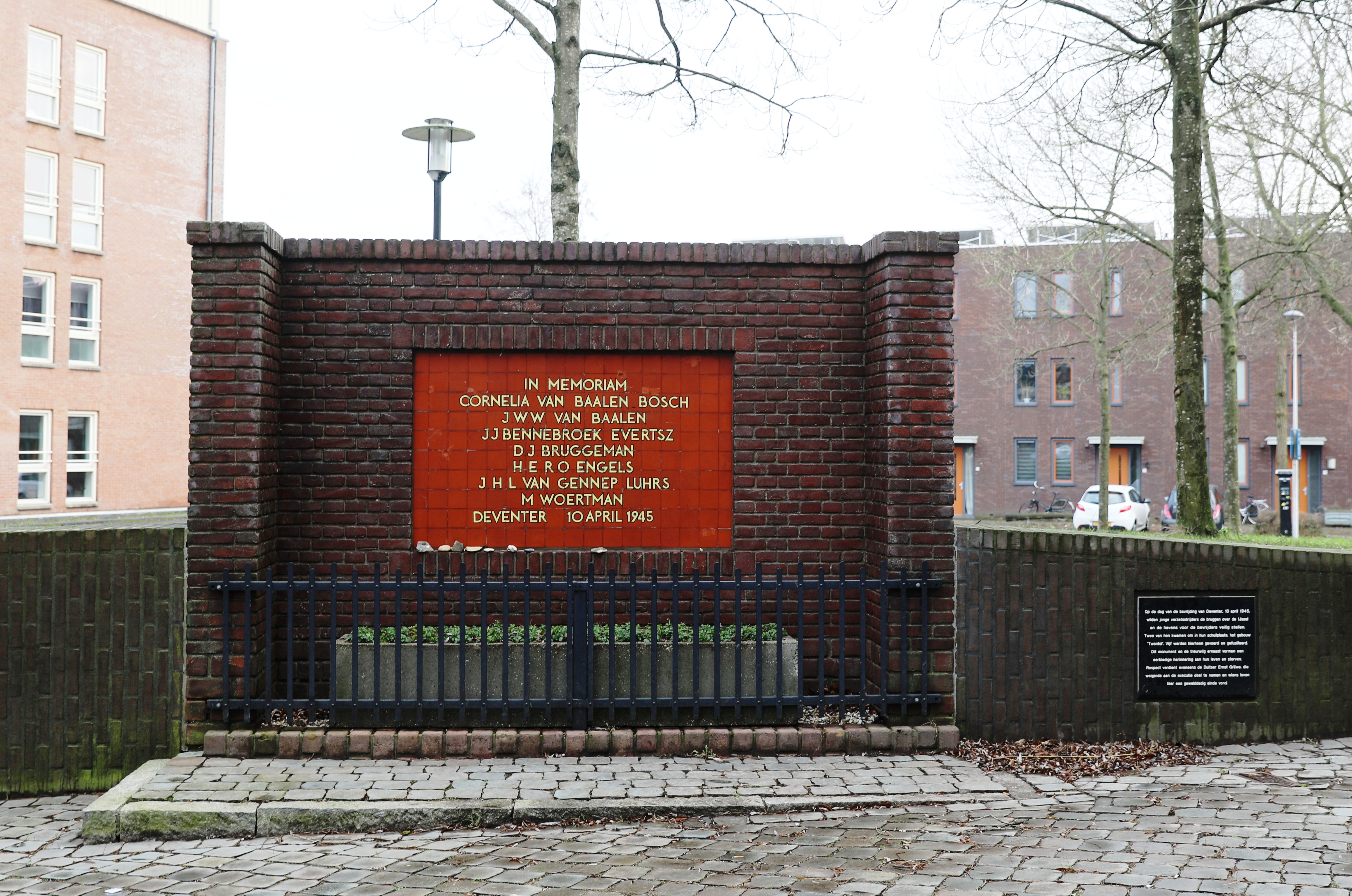
Twentolmonument in Deventer (2024)

Auf einer rechts daneben angebrachten schwarzen Texttafel ist zu lesen: Op de dag van de bevrijding van Deventer, 10 april 1945, wilden jonge verzetsstrijders de bruggen over de IJssel en de havens voor de bevrijders veilig stellen. Twee van hen kwamen om in hun schuilplaats, het gebouw 'Twentol'. Vijf werden hierheen gevoerd en gefusilleerd. Dit monument en de treurwilg ernaast vormen een eerbiedige herinnering aan hun leven en sterven. Respect verdient eveneens de Duitser Ernst Gräwe, die weigerde aan de executie deel te nemen en wiens leven hier een gewelddadig einde vond. (Am Tag der Befreiung von Deventer, dem 10. April 1945, wollten junge Widerstandskämpfer die Brücken über die IJssel und die Häfen für die Befreier sichern. Zwei von ihnen starben in ihrem Versteck, dem „Twentol“-Gebäude. Fünf wurden hierher gebracht und erschossen. Dieses Denkmal und die Trauerweide daneben erinnern respektvoll an ihr Leben und Sterben. Respekt gebührt auch dem Deutschen Ernst Gräwe, der sich weigerte, an der Hinrichtung teilzunehmen und dessen Leben hier ein gewaltsames Ende fand.)